# U-Bahnhof Uhlandstraße (Hamburg)
Der U-Bahnhof Uhlandstraße ist eine Haltestelle der Hamburger U-Bahn-Linie U3 im Stadtteil Hohenfelde. Das Kürzel der Station bei der Betreiber-Gesellschaft Hamburger Hochbahn lautet „UH“. Der U-Bahnhof hat täglich 5.449 Ein- und Aussteiger (Mo–Fr, 2019).

## Aufbau und Lage

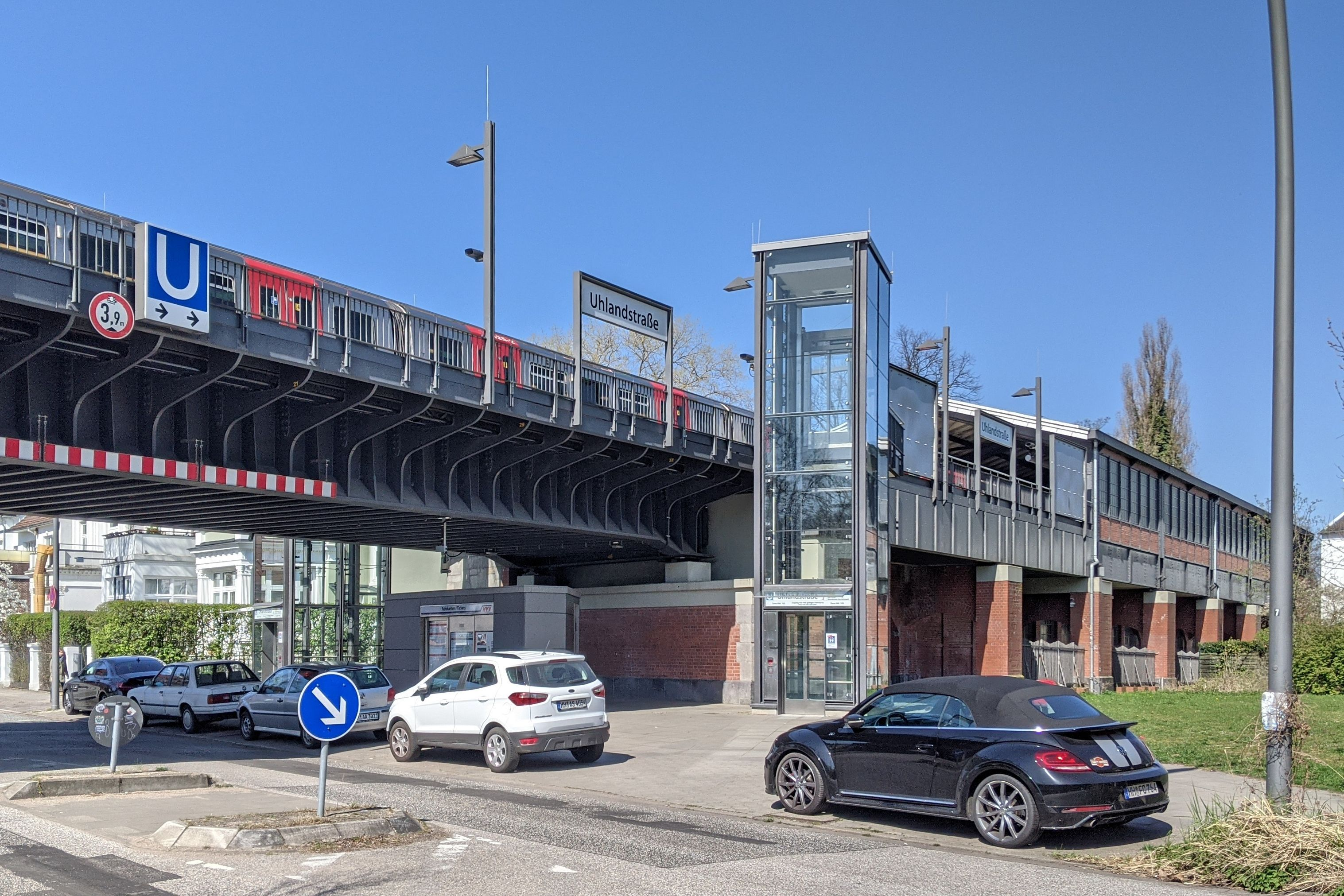
Ansicht von Süden (Güntherstraße)

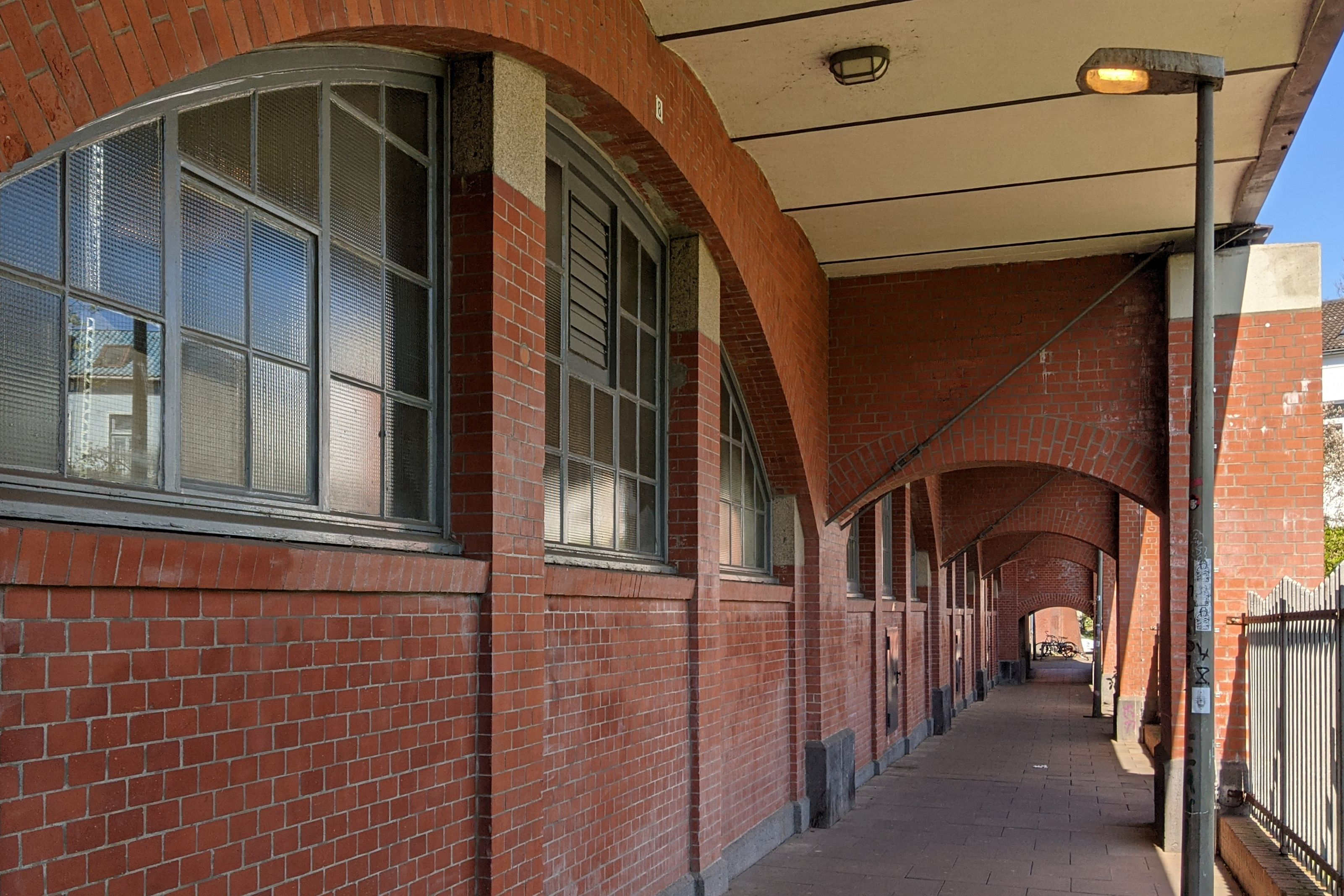
Gewölbegang zwischen Günther- und Uhlandstraße

Die Station Uhlandstraße ist ein Hochbahnhof. Sie liegt auf der Südseite der namensgebenden Straße. Dort befindet sich auch der Zugang zu den beiden etwa 120 Meter langen Seitenbahnsteigen über feste Treppen. Der nördliche Teil wird von einer Bahnhofshalle überspannt. Südlich kreuzt die Station die Güntherstraße, seit 2018 gibt es dort eine Zugangsmöglichkeit mit 2 Aufzügen zu den Bahnsteigen. An der Ostseite des Bahnhofs besteht ein Gang unter dem Gewölbe zwischen Güntherstraße und dem Stationseingang an der Uhlandstraße.

## Geschichte
Die Strecke mit der Station wurde bereits 1911 errichtet. Im März 1912 konnte der Betrieb auf der damaligen Ringlinie der Hochbahn aufgenommen werden. Mehrmals wurde der Bahnsteig in südlicher Richtung verlängert. Seine heutige Länge von etwa 120 Meter war nötig für den Betrieb der Linie U2, die hier zwischen 1973 und 2009 auch mit Langzügen (8-/9-Wagen-Zügen) verkehrte. Seit 2009 wird Uhlandstraße wieder im Ringbetrieb von der Linie U3 bedient, auf dieser Linie fahren lediglich 80 Meter lange Züge.
Im Sommer 2011 wurde – nach fast 100 Jahren Betrieb – der U-Bahn-Verkehr wegen Rekonstruierungsarbeiten im Bereich Uhlandstraße für einige Monate vollständig eingestellt. In dieser Zeit wurden unter anderem die Brücke über die Güntherstraße ausgetauscht und die Station vollständig saniert.
Seit dem 5. Juni 2018 gilt die Station als barrierefrei. Zwei Fahrstühle verbinden die Bahnsteige mit der Güntherstraße, außerdem wurden die Bahnsteige erhöht und ein taktiles Leitsystem für Sehbehinderte eingebaut.

## Weiteres
Die beiden Nachbarstationen Lübecker Straße und Mundsburg sind jeweils etwa 600 Meter entfernt. Seit einigen Jahren wird die Station auch der Hochbahn-Buslinien 172 auf der Fahrt zu ihrer Endhaltestelle Mundsburger Brücke (nur in dieser Richtung) bedient.
| Linie | Verlauf |
| ----- | --- |
| U 3   | Barmbek – Saarlandstraße – Borgweg (Stadtpark) – Sierichstraße – Kellinghusenstraße – Eppendorfer Baum – Hoheluftbrücke – Schlump – Sternschanze – Feldstraße (Heiligengeistfeld) – St. Pauli – Landungsbrücken – Baumwall (Elbphilharmonie) – Rödingsmarkt – Rathaus – Mönckebergstraße – Hauptbahnhof Süd – Berliner Tor – Lübecker Straße – Uhlandstraße – Mundsburg – Hamburger Straße – Dehnhaide – Barmbek – (in Planung Fuhlsbüttler Straße –) Habichtstraße – Wandsbek-Gartenstadt |